# Hypena rufilinea
Hypena rufilinea är en fjärilsart som beskrevs av George Francis Hampson. Hypena rufilinea ingår i släktet Hypena och familjen nattflyn. Inga underarter finns listade i Catalogue of Life.